# Строкер, Гер
Герардюс Йоханнес Юлианюс (Гер) Строкер (нидерл. Gerardus Johannes Julianus "Ger" Stroker; 12 августа 1916, Амстердам — 31 января 2002, там же) — нидерландский футболист, игравший на позиции полузащитника, впоследствии тренер и физиотерапевт. Выступал за команды «Блау-Вит» и «Аякс». В 1947 году провёл три матча в составе сборной Нидерландов.

## Ранние годы
Гер Строкер родился 12 августа 1916 года в Амстердаме в семье торговца овощами Герардюса Строкера и его жены Марии Анны Дистел.

## Игровая карьера
Строкер начинал футбольную карьеру в клубе «Блау Вит» из Амстердама. В январе 1938 года он перешёл в другой амстердамский клуб — «Аякс». Первоначально он играл за резерв клуба и лишь два года спустя попал в основной состав. В чемпионате за «красно-белых» он впервые сыграл 14 апреля 1940 года в матче против клуба ДВС. Гер сыграл в полузащите вместе с Андерисеном и Хордейком, а его команда дома потерпела поражение с минимальным счётом 0:1. В том сезоне Строкер отметился тремя появлениями на поле.
Во время оккупации Нидерландов немецкими войсками Строкер отправился добровольно работать в Германию, также как Яп Хордейк. Оба футболиста стали играть за местный клуб «Потсдам 1903» из одноимённого города и кроме этого они выступали за специальную собранную сборную. Во время пребывания в Германии Строкер получил несколько дипломов в области спортивных тренировок и массажа.
В 1945 году Строкер вернулся в Нидерланды и смог продолжить карьеру в составе «Аякса», в отличие от Хордейка, который был лишён членства в клубе. В апреле 1947 года в возрасте 32 лет Гер получил вызов в сборную Нидерландов. Он дебютировал 7 апреля в товарищеском матче против сборной Бельгии. В том же году он ещё дважды сыграл за сборную.
За два сезона в первенстве Нидерландов Гер сыграл за «Аякс» 36 матчей и забил четыре гола.

## Тренерская карьера
В 1958 году Строкер возглавил клуб «Волендам», выступавший в Эрстедивизи, до него главным тренером был Лен ван Вурком. В первый же сезон команда заняла первое место в чемпионате и вышла в Эредивизи. Однако в высшем дивизионе страны команда выступила неудачно, заняв предпоследнее 17 место. После вылета в первый дивизион, Гер покинул пост главного тренера, а его место занял Брам Аппел.
Сын Строкера, Терри, родившийся в 1962 году, также стал физиотерапевтом.

## Статистика

### Матчи Строкера за сборную Нидерландов
| Матчи Строкера за сборную Нидерландов | Матчи Строкера за сборную Нидерландов | Матчи Строкера за сборную Нидерландов | Матчи Строкера за сборную Нидерландов | Матчи Строкера за сборную Нидерландов | Матчи Строкера за сборную Нидерландов |
| ------------------------------------- | ------------------------------------- | ------------------------------------- | ------------------------------------- | ------------------------------------- | ------------------------------------- |
| №                                     | Дата                                  | Соперник                              | Счёт                                  | Голы Строкера                         | Соревнование                          |
| 1                                     | 7 апреля 1947                         | Бельгия                               | 2:1                                   | —                                     | Товарищеский матч                     |
| 2                                     | 4 мая 1947                            | Бельгия                               | 2:1                                   | —                                     | Товарищеский матч                     |
| 3                                     | 26 мая 1947                           | Франция                               | 0:4                                   | —                                     | Товарищеский матч                     |

Итого: 3 матча / 0 голов; 2 победы, 0 ничьих, 1 поражение.